# Eurystominidae
Eurystominidae är en familj av rundmaskar. Eurystominidae ingår i ordningen Enoplida, klassen Adenophorea, fylumet rundmaskar och riket djur. Enligt Catalogue of Life omfattar familjen Eurystominidae 4 arter. 
Kladogram enligt Catalogue of Life:
| Eurystominidae | \| \| Eurystomina \| \| \| \| \| \| Polygastrophora \| \| \| \| |
|                | \| \| Eurystomina \| \| \| \| \| \| Polygastrophora \| \| \| \| |
|                | Alaimidae                                                       |
|                |                                                                 |
|                | Anoplostomatidae                                                |
|                |                                                                 |
|                | Anticomidae                                                     |
|                |                                                                 |
|                | Cryptonchidae                                                   |
|                |                                                                 |
|                | Enchelidiidae                                                   |
|                |                                                                 |
|                | Enoplidae                                                       |
|                |                                                                 |
|                | Ironidae                                                        |
|                |                                                                 |
|                | Lauratonematidae                                                |
|                |                                                                 |
|                | Leptosomatidae                                                  |
|                |                                                                 |
|                | Oncholaimidae                                                   |
|                |                                                                 |
|                | Onchulidae                                                      |
|                |                                                                 |
|                | Oxystominidae                                                   |
|                |                                                                 |
|                | Phanerodermatidae                                               |
|                |                                                                 |
|                | Phanodermatidae                                                 |
|                |                                                                 |
|                | Prismatolaimidae                                                |
|                |                                                                 |
|                | Rhabdodemaniidae                                                |
|                |                                                                 |
|                | Symplocostomatidae                                              |
|                |                                                                 |
|                | Thoracostomopsidae                                              |
|                |                                                                 |
|                | Trefusiidae                                                     |
|                |                                                                 |
|                | Triodontolaimidae                                               |
|                |                                                                 |
|                | Tripylidae                                                      |
|                |                                                                 |
|                | Tripyloididae                                                   |
|                |                                                                 |
|                | Eurystomina                                                     |
|                |                                                                 |
|                | Polygastrophora                                                 |
|                |                                                                 |

|  | Eurystomina     |
|  |                 |
|  | Polygastrophora |
|  |                 |